# Túnel Soccostaca
El Túnel Soccostaca es un paso vehicular ubicado en la provincia de Carabaya de la región peruana de Puno. Construido con el propósito de facilitar el tráfico en la Carretera Interoceánica del Sur. Tiene una longitud de 760 metros.